# Фолей, Фредерик
Фредерик Юджин Бэзил Фоули (в русскоязычных источниках традиционно — Фолей; 5 апреля 1891 — 24 марта 1966) — американский уролог, изобретатель катетера, позже названного в его честь.

## Биография
Родился в городе Сент-Клауд в Миннесоте. Изучал языки в Йельском университете, получив степень бакалавра в 1914 году, затем обучался медицине в Школе медицины Джонса Хопкинса до 1918 года. Впоследствии работал с Уильямом Холстедом и Харви Кушингом, а также в Женской больнице имени Бригама в Бостоне. Через два года переехал в Бостон и получил должность лаборанта в Гарвардском университете на факультете хирургических исследований. Хотя нет данных о его обучении в области урологии, он был сертифицирован Американским советом урологов в 1937 году. Фоули продолжил работать урологом в Бостоне, штат Массачусетс, а затем стал заведующим отделением урологии в больнице имени Анкера в городе Сент-Пол (Миннесота). Умер в 1966 году от рака легких.

## Медицинская деятельность
Фоули дал описание использования самоудерживающегося баллонного катетера в 1929 году для целей достижения гемостаза после цистоскопической простатэктомии. В 1930-е годы он занимался модифцированием катетера для использования его в качестве постоянного мочевого катетера, обеспечивающего непрерывное дренирование мочевого пузыря. Конструкция включала надувной баллон на конце трубки, который можно было надуть внутри мочевого пузыря, чтобы удерживать катетер без внешней фиксации или перевязывания. Свое изобретение он представил на национальном съезде Американской ассоциации урологов в 1935 году, опубликовав статью с описанием принципа работы в 1937 году.
Пока Фоули совершенствовал свой катетер, Пол Рейч из «Davol Rubber Company» в июне 1936 году подал заявку на патент на катетер. В октябре 1936 года Фоули также подал заявку на патент, но получил его только после того, как выступил перед Апелляционной комиссией ведомства по патентам. Рейч обжаловал это решение в суде, и оно было отменено, и патент возвращен ему. Дальнейшие апелляции Фоули были отклоенены, и патент остался за Рейчем.
Компания «C. R. Bard Inc.» из Нью-Джерси начала продажи изделия под названием «Foley catheters» (катетеры Фоули) в 1935 года. Таким образом, несмотря на то, что патент принадлежал «Davol Rubber Company», имя изобретателя закрепилось в названии изделия. К настоящему времени материалы изготовления изменились, но изначальная конструкция изделия осталась прежней.
Фоули также описал новую технику лечения стриктур тазово-мочеточникового соединения, названный операцией Фоули, или Y-V-образной пиелопластикой. Он изобрел гидравлический операционный стол, вращающийся резектоскоп и описал первый искусственный сфинктер уретры.